# ماریون تیتز
ماریون تیتز (آلمانی: Marion Tietz؛ زادهٔ ۱۷ نوامبر ۱۹۵۲) بازیکن هندبال زن اهل آلمان بود.